# Taylorsville (Kentucky)
Taylorsville é uma cidade localizada no estado americano de Kentucky, no Condado de Spencer.

## Demografia
Segundo o censo americano de 2000, a sua população era de 1009 habitantes.
Em 2006, foi estimada uma população de 1198, um aumento de 189 (18.7%).

## Geografia
De acordo com o United States Census Bureau tem uma área de
1,9 km², dos quais 1,9 km² cobertos por terra e 0,0 km² cobertos por água. Taylorsville localiza-se a aproximadamente 171 m acima do nível do mar.

## Localidades na vizinhança
O diagrama seguinte representa as localidades num raio de 24 km ao redor de Taylorsville.